# Ligne 8 du tramway de Lyon
 (2030).
La ligne 8 du tramway de Lyon, plus simplement nommée T8, est un projet de ligne de tramway  de la métropole de Lyon. Cette ligne reliera le pôle d'échange multimodal de La Soie à la Gare de Vénissieux sur une distance de 8,1 kilomètres, reprenant en partie le tracé des lignes T2 et T5. Sa mise en service est annoncée en 2030.

## Histoire
Un premier projet de ligne 8 du tramway de Lyon avait été proposé par Bruno Bernard lors de la campagne électorale pour la Métropole de Lyon en 2019. Cette ligne devait relier la place Bellecour à la Gare de Lyon-Part-Dieu par un débranchement de la ligne T1 via les quais du Rhône.
Le projet actuel de ligne T8 est officialisé le 24 octobre 2024 par Bruno Bernard, président du Sytral et de la Métropole pour une mise en service en 202x et un coût de 245 millions d'euros. Une phase de concertation doit être lancée en 2025 et la Commission nationale du débat public devrait être saisie.

## Tracé et stations

### Tracé
La ligne 8 reliera le pôle d'échange multimodal de La Soie à la Gare de Vénissieux sur une distance de 8,1 kilomètres, en desservant Vaulx-en-Velin, Bron, Saint-Priest et Vénissieux. Son parcours  empruntera les infrastructures existantes des lignes 2 et 5, mais également 5,5 km de voies nouvelles.
Le terminus nord sera situé au sud du pôle d'échange de La Soie, comme le terminus de la ligne 9. La ligne empruntera une voie nouvelle sur la rue de la Poudrette puis l'avenue Pierre Brossolette avant de rejoindre la voie de la ligne 5 au niveau de la station Lycée Jean-Paul Sartre. La ligne 8 suivra alors le tracé des lignes 5 puis 2 jusqu'à la station Parilly - Université — Hippodrome. Elle rejoindra enfin son terminus à la gare de Vénissieux en empruntant une voie nouvelle sur l'avenue Pierre Mendès-France, le boulevard de Parilly, l'avenue Pierre Cot et enfin la rue des combats du 24 août 1944.

### Stations
La ligne 8 comptera une douzaine de stations sur son parcours. La liste des stations n'est pas encore définitive.

## Exploitation
La ligne sera desservie avec une fréquence de 10 minutes en heure de pointe et un temps de parcours de 21 minutes.